# Dobozi Mihály

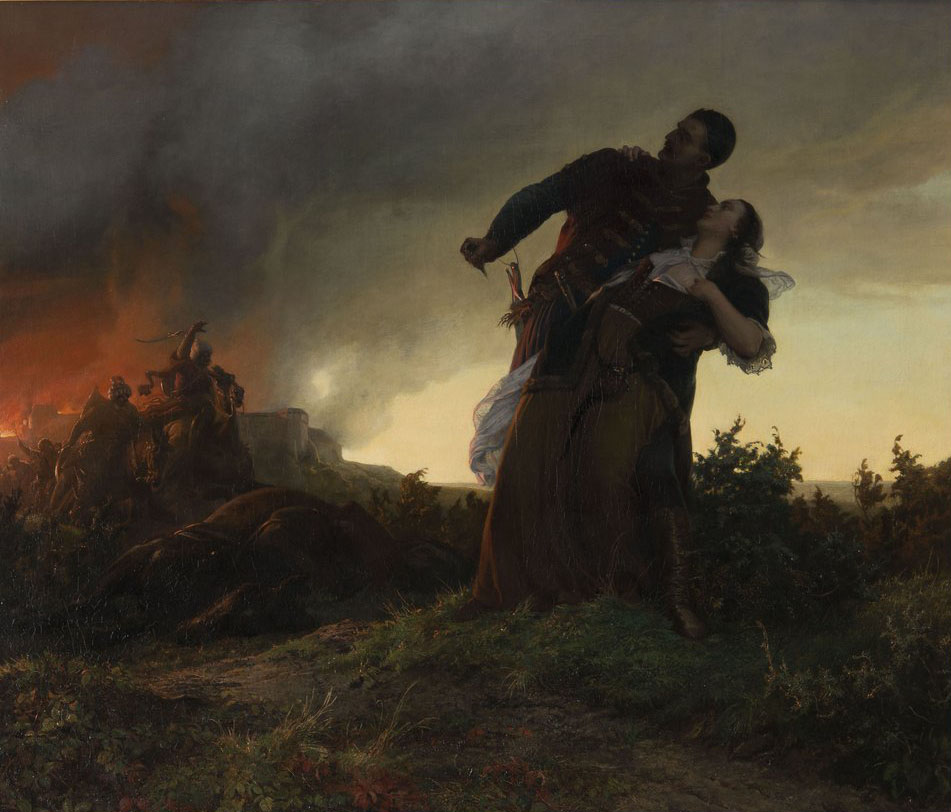
Székely Bertalan: Dobozi és hitvese, 1861

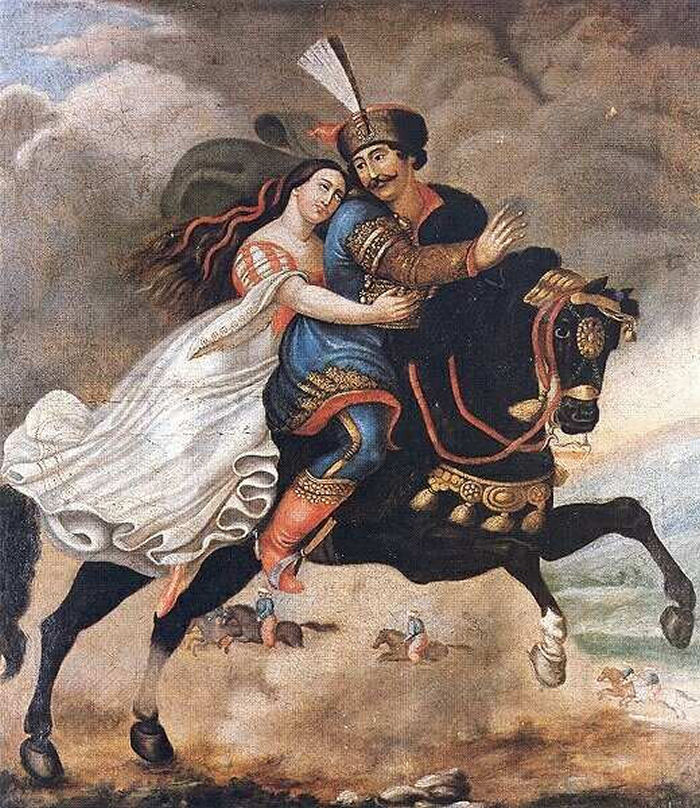
Laccataris Demeter: Dobozi Mihály és hitvese

Dobozi Mihály – a korabeli írások adatai szerint nagy valószínűséggel a fejérmegyei Dobozra (ma Alcsútdoboz) való egytelkes nemes katona volt, aki részt vett a maróti csatában.
A róla és feleségéről Farmos Ilonáról szóló történetet többek között az Istvánfi-krónika, Verancsics Antal maróti-csata legendája és Kölcsey Ferenc balladája (Dobozi) is feldolgozta, Székely Bertalan és  Madarász Viktor pedig festményen ábrázolta. A mohácsi csatában részt vett.

## Története
Dobozi legendája abban a korban született, amikor 1526-ban a mohácsi csata után, a Gerecse völgyének egy kis településénél, az akkori érseki birtok Maróth nevű faluja környékén, halastavas, lápos, vizes területek védelmében egy szekérvárban sáncolta el magát a török hódítók elől menekülő jobbágyokból és a környék kisnemeseiből összeállt magyar sereg. A szekértábort a törökök elfoglalták, és az ellenállókat kardélre hányták.
A magyarok szeptember derekán körülkerítették a tábort árkokkal és szekerekkel, így kívánták védeni asszonyukat, gyermekeiket, vagyonukat. A törökökre több ízben rátörtek és súlyos veszteségeket okoztak nekik.
A monda szerint itt küzdött a török ellen Dobozi Mihály is.
A törökök hatezer janicsár, több ezer lovas és nagyszámú ágyú bevetésével, hatalmas veszteségek árán foglalták el ezt a tábort. Foglyokat azonban nem sikerült ejteniük, mert a tábor egy része elmenekült, másik része pedig elesett a csatában.
Emlegetik Dobozi Mihály kiváló vitézségét és híres tettét. Amikor ugyanis a maga mögé ültetett és őt szorosan átölelő feleségét, a ló gyorsaságában bízva, biztos helyre akarta vinni, de mégsem tudott elmenekülni, miután feleségét előbb leszúrta, hogy az ellenség kezére ne kerüljön, ő a sűrű ellenség közé vágtatott, s őt is ugyanúgy lemészárolták....
Dobozi Mihály a szekérvár eleste után kivágta magát az ellenség gyűrűjéből és feleségét, Farmosi Ilonát lovára felkapva, elmenekült. Amikor az őket üldöző török lovasok már majdnem utolérték a házaspárt, hitvese könyörgésére, hogy ne kerüljön az ellenség kezére és felesége becsületét is megmentse, leszúrta a kedvesét, ő maga pedig szembefordult a törökökkel, akik lekaszabolták.
És elfordúl, s felöleli

Nyögő nejét karjába,

És hü vasát megszenteli

Merítvén oldalába;

És rontván a vad nép közé

Ád s vesz halált mindenfelé,

S omolván drága vére

Hölgyének rogy testére.
A magyarok vesztesége ezekben a harcokban a mohácsi csata veszteségeihez volt mérhető,
mert közel húszezer magyar maradt holtan a csatatéren, de a törökök veszteségei is nagyobbak voltak a mohácsi veszteségnél.
A Magyarországon ekképp dühöngő ellenséggel sehol sem szálltak szembe úgy, mint egy helyen, melynek Marót a neve, nem messze Esztergomtól. Az esztergomi érsekségnek van itt egy kellemes üdülője abban az erdőségben, melyet Vértesnek nevezünk, mindenütt erdővel, berekkel övezve; a mieink közül pár ezren a hely eldugott voltában bizakodva itt húzódtak meg feleségükkel és gyermekeikkel, ezekkel nem egyszer vívott véres csatát az ellenség súlyos veszteségeket szenvedve, végül, mert semmiképp sem tudta bevenni a mieink szekerekkel körülvett táborát, kénytelen volt ágyúkat is vontatni oda, és így aztán a tábort szétrombolta, és csaknem mindenkit lemészárolt. A hatalmas hullahegyek, melyek ott ma is látszanak, kézzelfoghatóan bizonyítják az öldöklés nagyságát; a mieink – mint azok, akik egynéhányan elmenekültek, elmondják – körülbelül huszonötezren voltak. E vereség halottjainak és foglyainak számát – már akikről egyáltalán tudni lehet – közel kétszázezerre merném tenni. 
A csata helyszínét máig "Emberölő völgynek" nevezik. Emlékezetét Kovács György szobrász mészkőből faragott emlékműve őrzi.